# Центральна Річка (округ Гамбії)
Центра́льна Річка́ (англ. Central River) — округ у центральній частині Гамбії. Раніше називався О́стрів Макка́рті (англ. MacCarthy Island).
Адміністративний центр — Янянбурех (колишній Джорджтаун).
Площа округу — 2 895 км², населення — 201 378 чоловік (2010).

## Географія
На заході межує з округом Північний Берег, на південному заході — з округом Нижня Річка, на сході — з округом Верхня Річка, на півночі та півдні — з Сенегалом. Усією територією округу зі сходу на захід протікає річка Гамбія.

## Адміністративний поділ

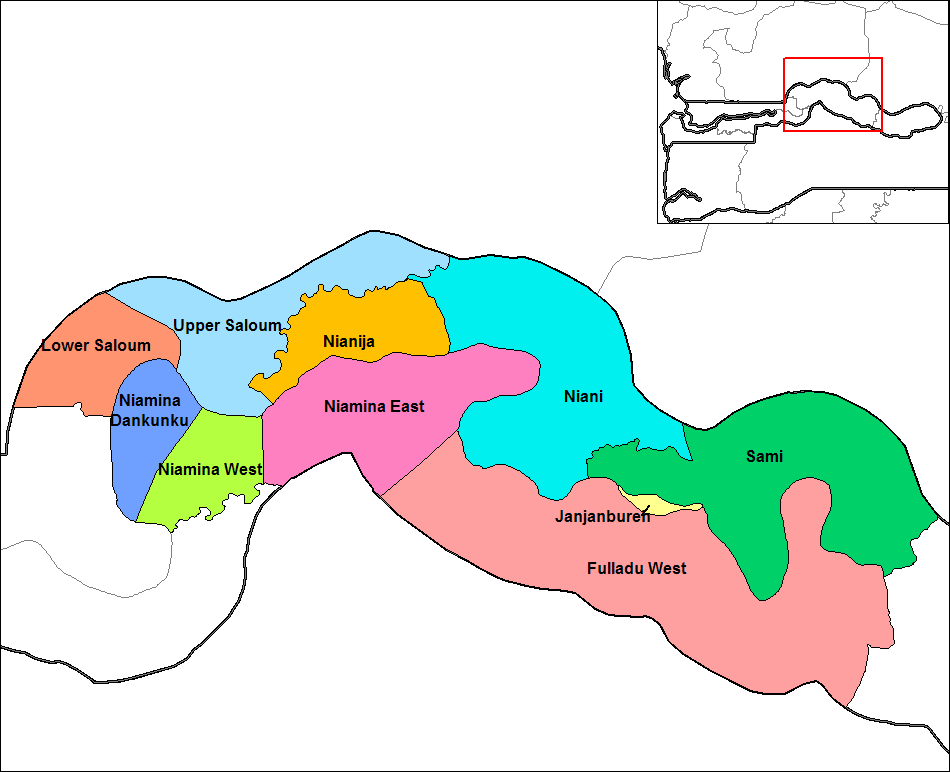
Адміністративний поділ округу

Адміністративно округ поділяється на 10 районів:
- Західний Фулладу
- Янянбурех
- Нижній Салум
- Ньяміна Данкунку
- Східний Ньяміна
- Західний Ньяміна
- Ньяні
- Ньянья
- Самі
- Верхній Салум

| Гамбія | Це незавершена стаття з географії Гамбії. Ви можете допомогти проєкту, виправивши або дописавши її. |